# バクタプル
バクタプル(ネパール語：भक्तपुर bhaktapur)は、ネパール東部バグマティ州バクタプル郡の郡都。
2021年の人口は7万8854人。
バドガオン(भादगाउँ bhādgāũ)またはクォパ(ख्वप Khwopa)はカトマンズから東に12km、カトマンズ盆地の東端にある古代ネワール人の都市である。
この町の男の住民は、伝統的にバドガウンレ・トピといわれる、黒くやや硬めの特別なタイプの帽子を着用しており、この帽子はネパールの公務員の正装としても採用されている。
この町は｢ジュジュ・ダウ｣つまり「王のヨーグルト」と呼ばれるヨーグルトでも有名である。

## 古都
統一マッラ朝は1484年にバクタプル王国からカトマンズ王国が独立し、さらに、1619年までに、パタン王国が独立して三王国時代に入る。
町の中心広場「ダルバール広場」には55の窓のある旧王宮がある。これは、ブーパティーンドラ・マッラ王の建てたもので1769年まで王室一族が居住していた。現在は国立美術館である。
ムールチョーク宮殿に通じる金の門の近くにはタレジュ寺院がある。この寺院は、タレジュ・バワニ女神に捧げられたものでタレジュ・バワニと生き神クマリの聖堂がある。
寺院へはヒンドゥー教徒しか入れず、生き神の撮影は厳に禁止されている。

## 交易
はるか昔から、この町はチベット/中国とインドの間の交易路で利益を得てきた。この主要キャラバン・ルートは町を繁栄させてきた。秋になると、チベットからの商人たちがヒンドゥー教の祭りの日に合わせて、羊を連れてやってきた。その日、ほとんどのネパール人はドゥルガの女神にオスの動物のいけにえを捧げた。
その帰りには、商人たちはチベットに穀物や砂糖、仏典などを持ち帰った。
この繁栄は文化を豊かにした。寺院建築家たちはパゴダ形式の寺院建築を発明し、チベットを通じてはるか日本まで広がった。その最高傑作が五層の天をさすバクタプルのニャタポラ寺院である。
カトマンズを訪れる観光客にとって、バクタプルは人気のある一日コースである。最近では、カトマンズの大気汚染がひどくなってきたので、トレッキングの準備ができるまでバクタプルに数日滞在する観光客が増加している。

## 文化遺産
- ダルバール広場：17世紀から18世紀にかけて建てられた王宮と、一群の寺院がある。1934年の地震で一部の寺院は失われたが再建されている[2]。
- トウマディー広場:5層の屋根を持ち、高さ30メートルのニャタポラ寺院はカトマンズ盆地で一番高い建物である。バイラヴナイト寺院もある。
- タチュパル広場：1427年建立のダッタトラヤ寺院がある。縁日にはインドからも参拝客がやってくる。プジャリ・マートは15世紀に建てられた僧院の跡だが、現在は「木彫美術館」となっている。

バクタプル
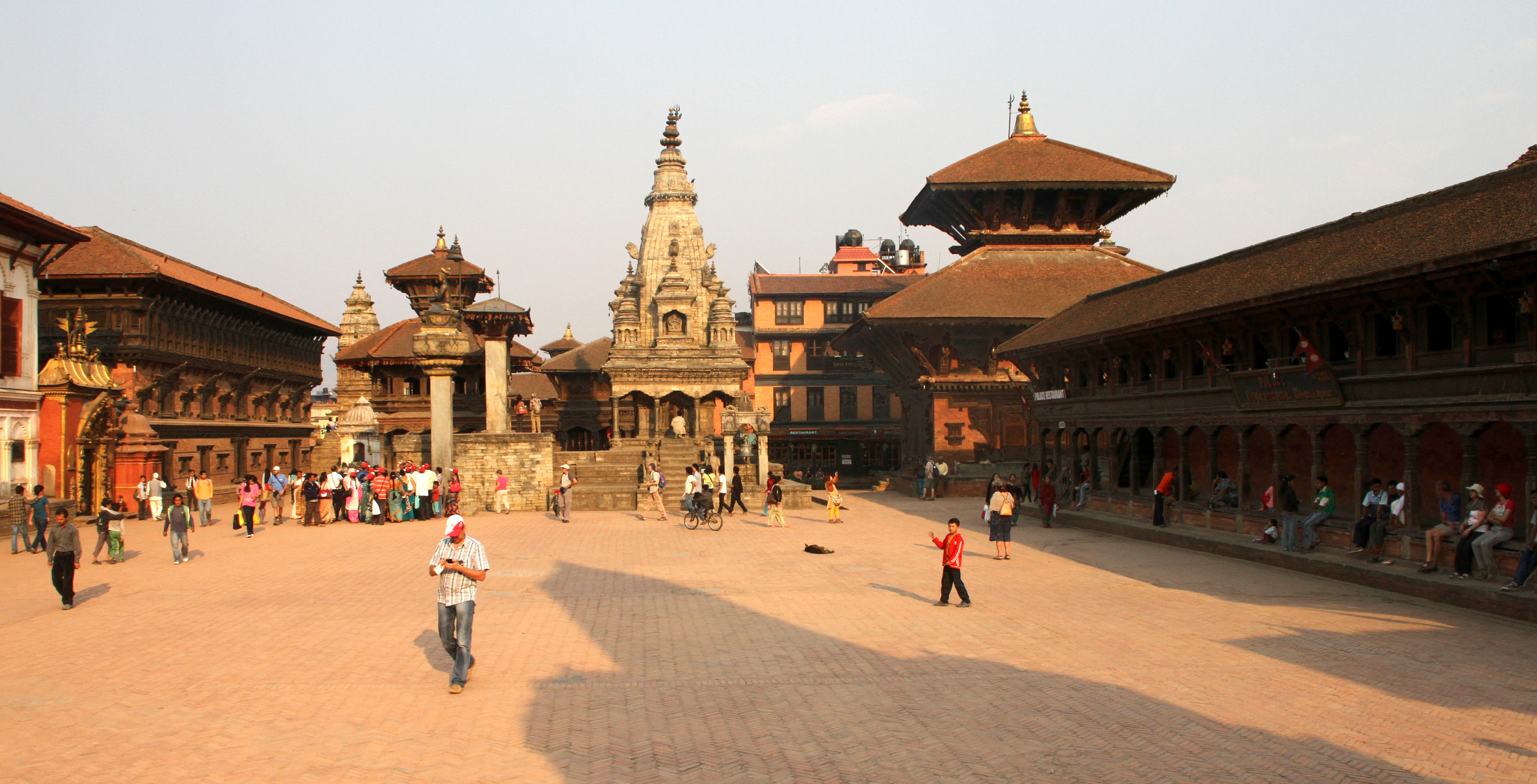
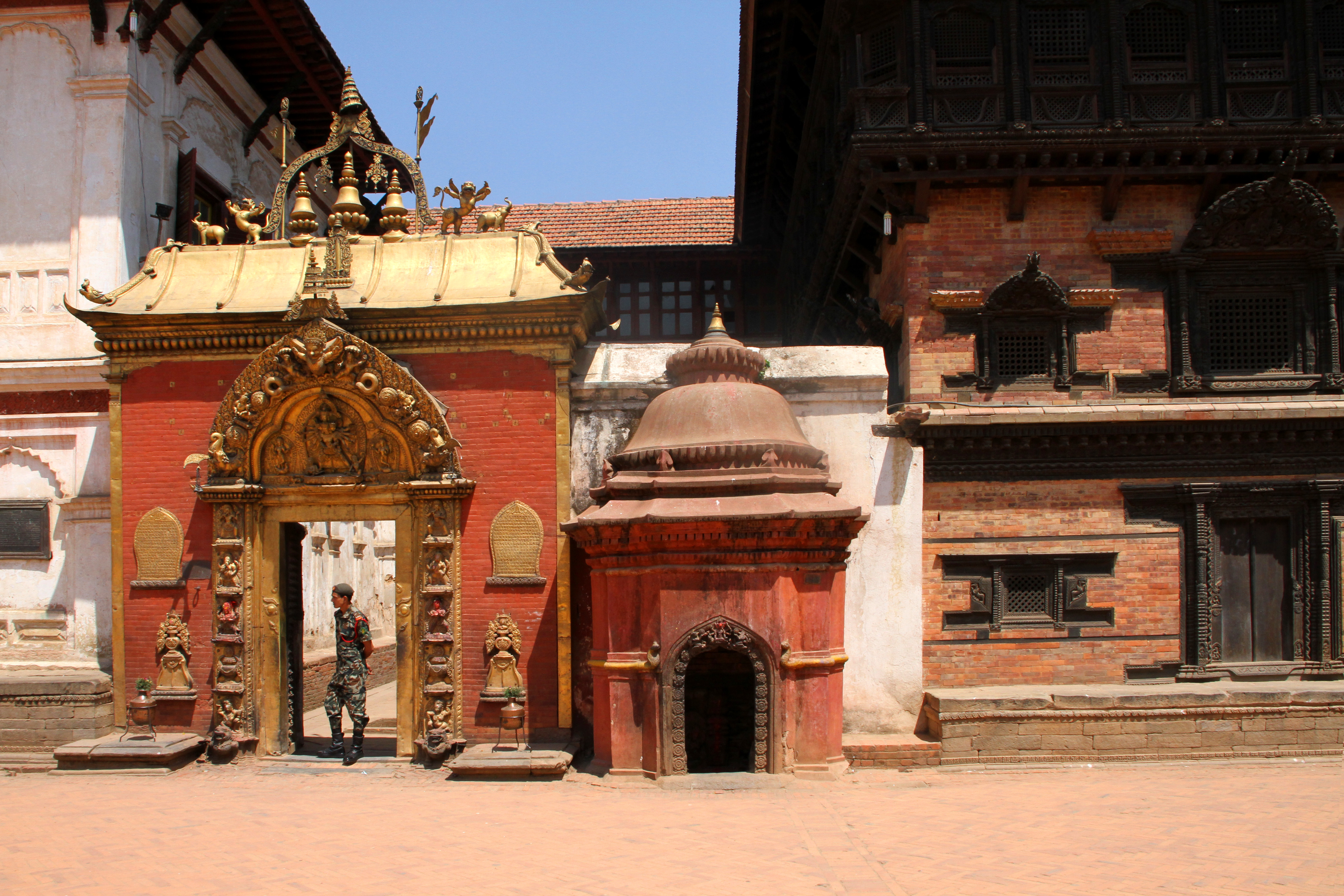
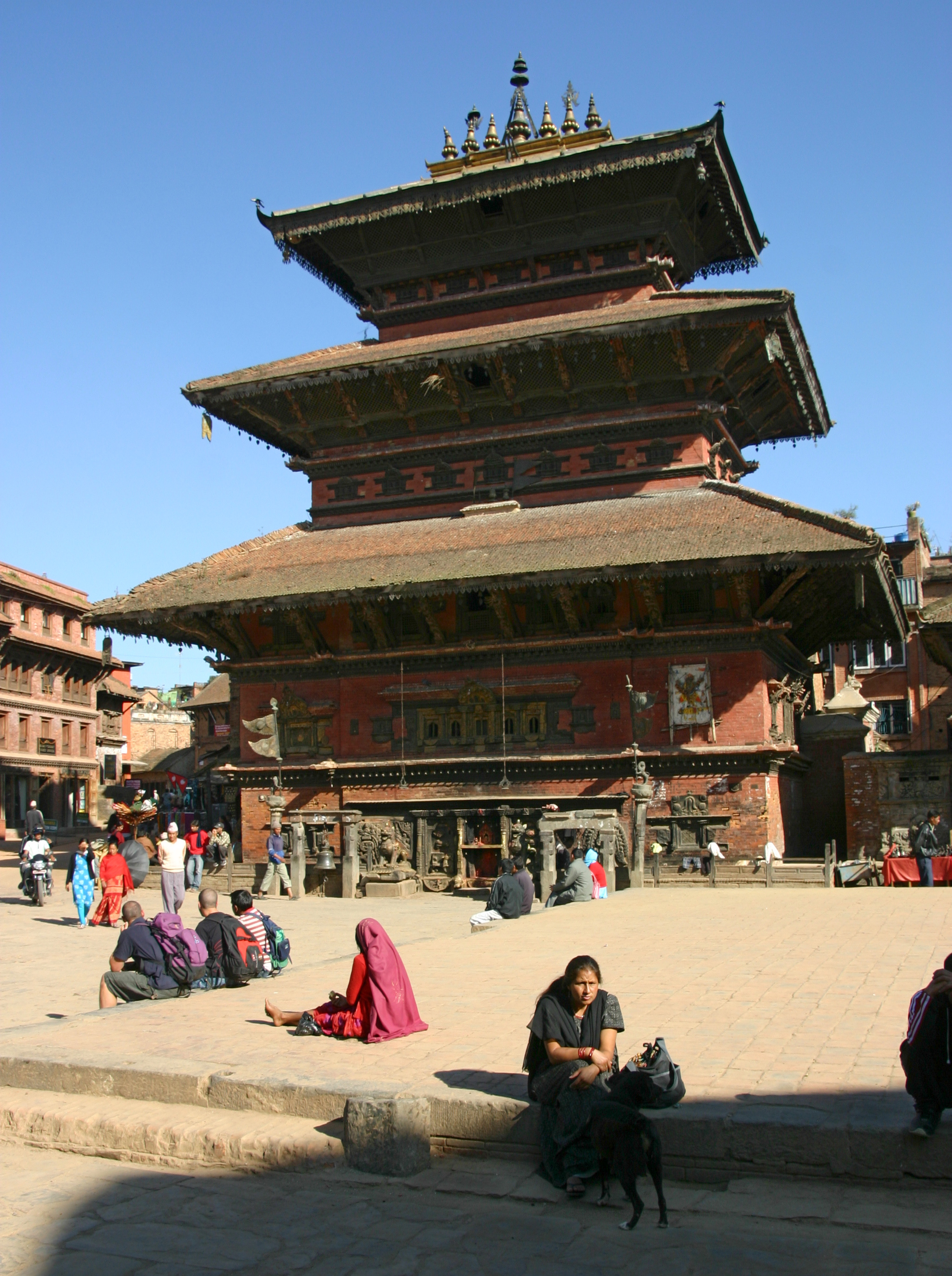
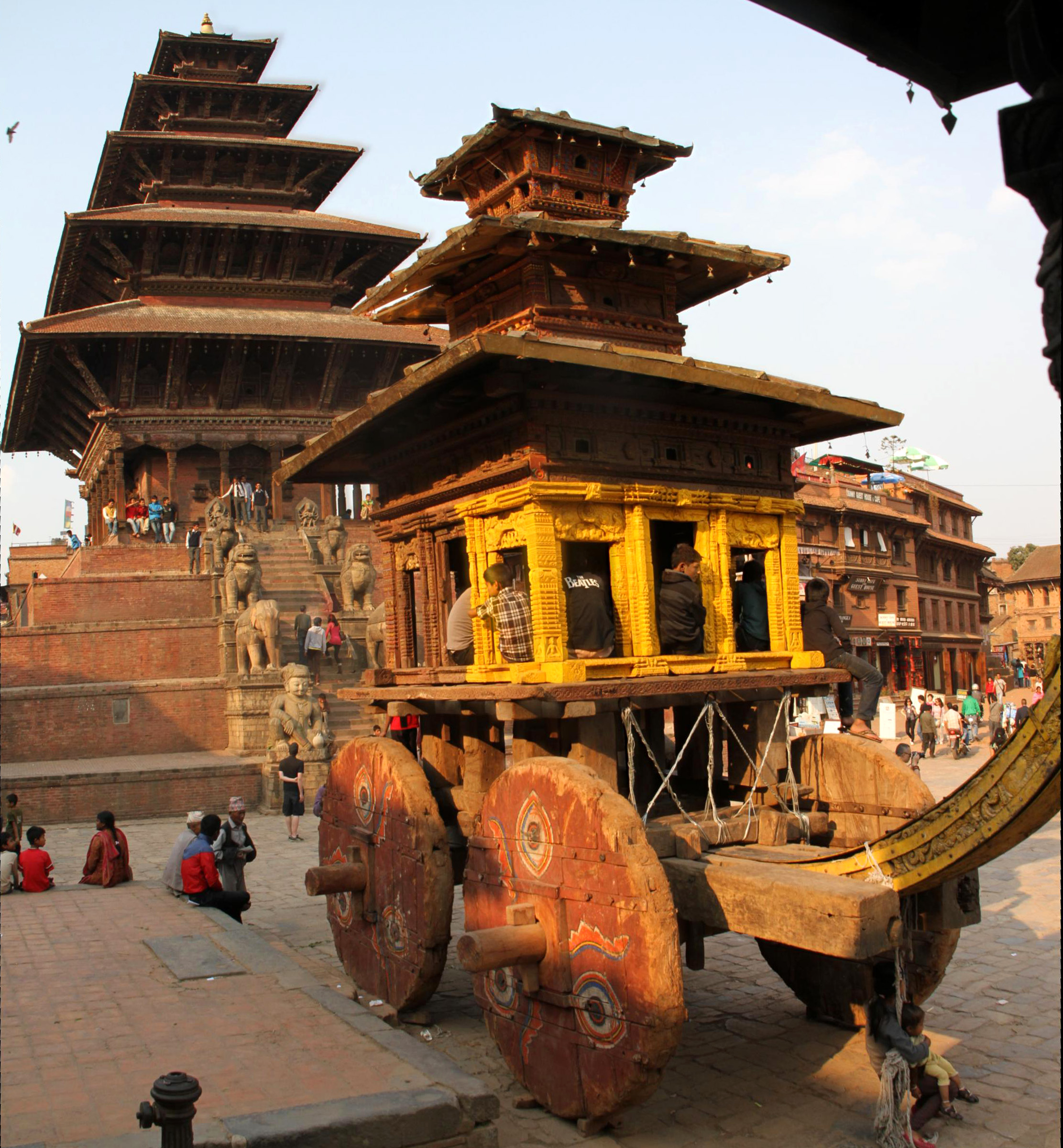
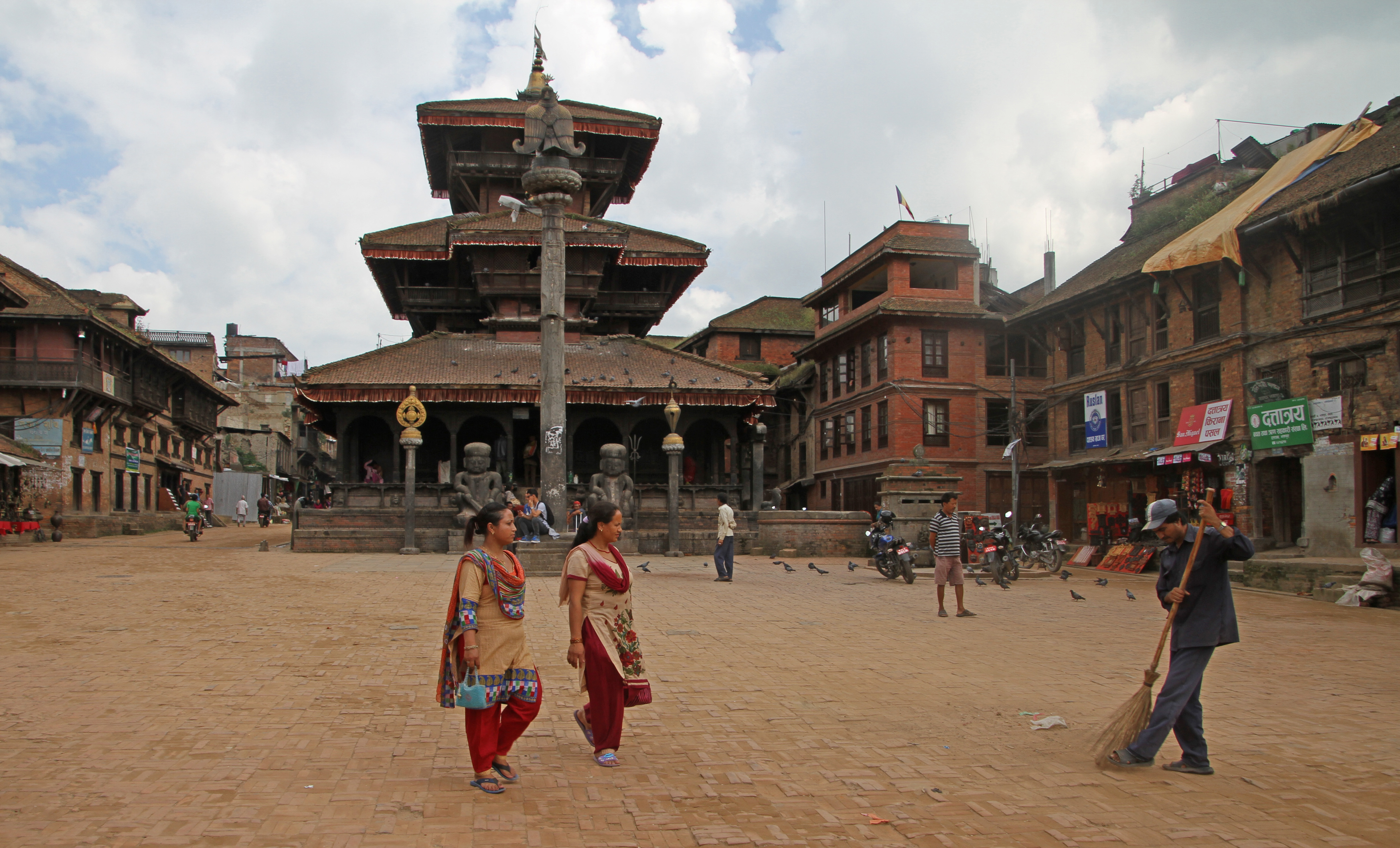
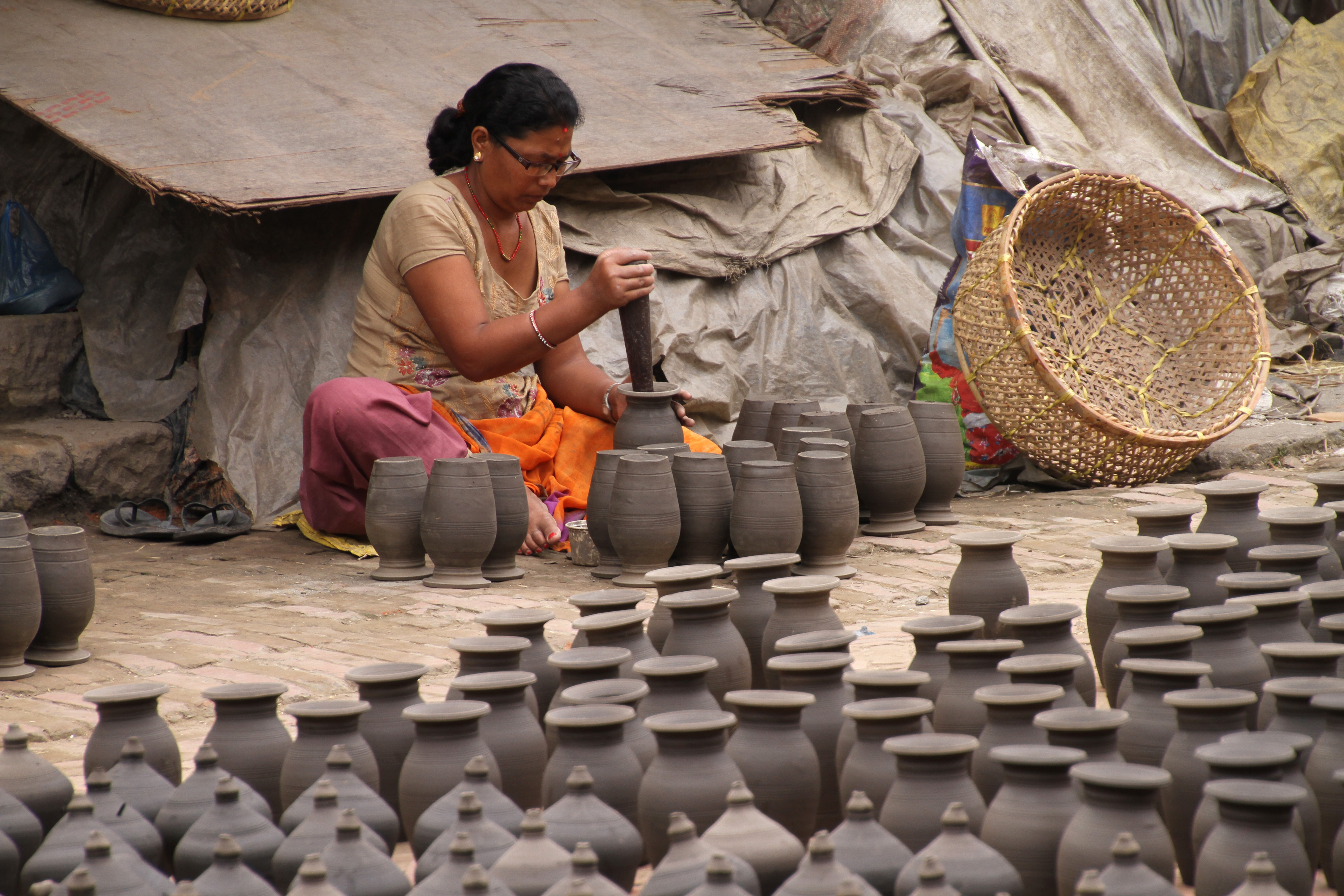
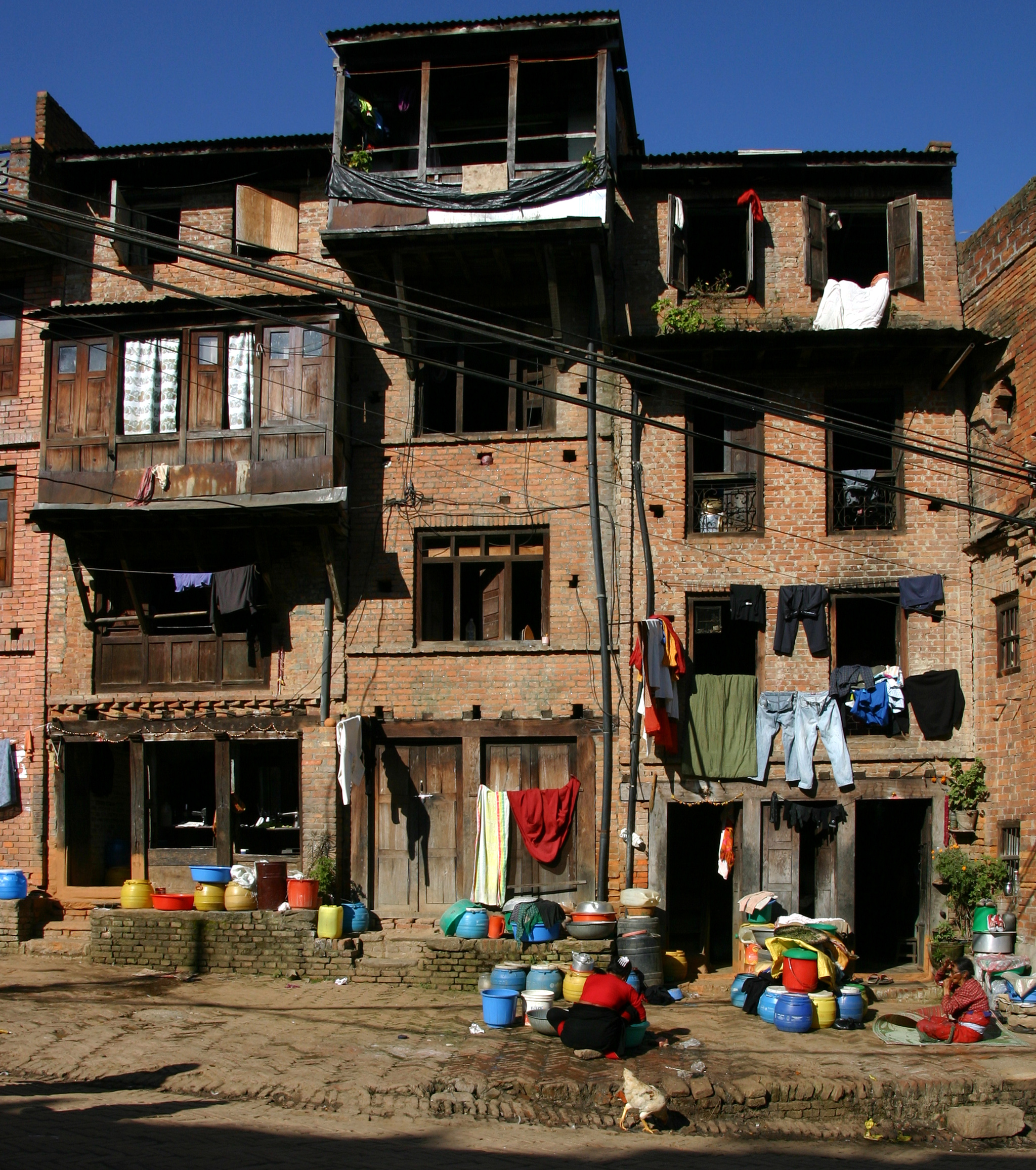
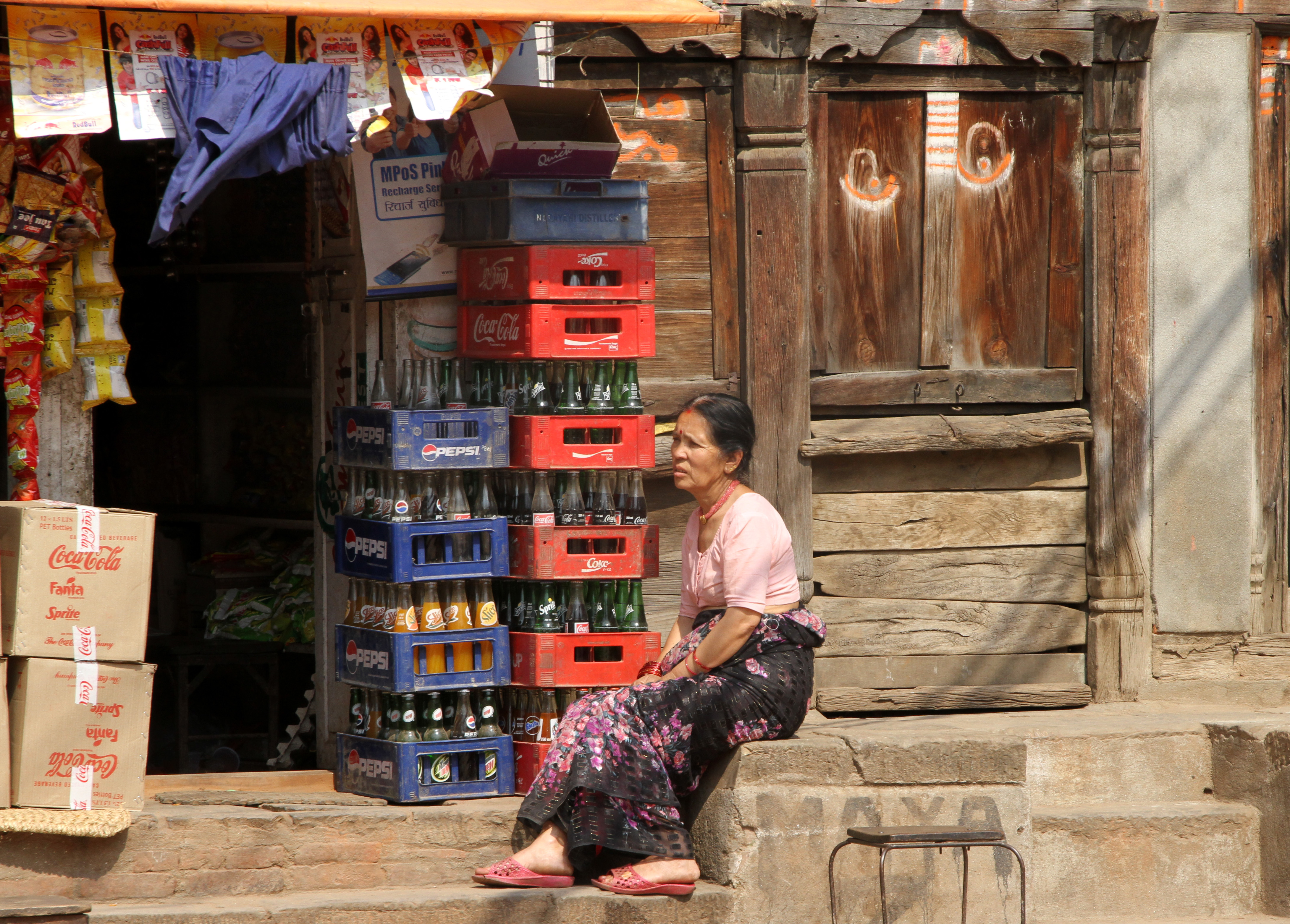